# In Requiem
In Requiem est le onzième album du groupe Paradise Lost sorti le 21 mai 2007.
Avec cet album, Paradise Lost fait un pas de plus vers ses racines doom et gothiques.

## Liste des chansons
1. Never for the Damned - 5:02
2. Ash & Debris - 4:16
3. The Enemy - 3:40
4. Praise Lamented Shade - 4:02
5. Requiem - 4:25
6. Unreachable - 3:38
7. Prelude to Descent - 4:13
8. Fallen Children - 3:38
9. Beneath Black Skies - 4:12
10. Sedative God - 4:00
11. Your Own Reality - 4:04